# 吉田麻也
吉田 麻也（よしだ まや、1988年8月24日 - ）は、長崎県長崎市出身のサッカー選手。メジャーリーグサッカー・ロサンゼルス・ギャラクシー所属。ポジションはディフェンダー（CB）。元日本代表。日本プロサッカー選手会会長。
FIFAワールドカップ日本代表メンバー（2014年、2018年、2022年）。オリンピックには3度選出され（2008年、2012年、2020年）、計13試合に出場。この出場数はオリンピックサッカー史上最多記録タイである。

## プロ入り前
3人兄弟の末っ子として生まれる。「麻のように揉まれれば揉まれるほど強い男になってほしい」という両親の想いで「麻也」と名付けられたともされるが、吉田本人も正確な由来は把握していない。小学校2年生のとき、地元長崎市の南陵FCでサッカーを始める。小学生の頃から体格に恵まれ、その体格を活かしてフォワードとしてプレーしていた。
小学校6年生の時に兄が見つけた名古屋グランパスのU-15セレクションを、家族で名古屋を訪れるついでに受験して合格するが（受験者の70人中で合格をしたのは、吉田を入れて4人であった）、家族はもとより本人も合格すると思っていなかった。福岡で一人暮らしをしていた兄とともに愛知県みよし市に移住。グランパスのU-15では指導者が吉田の集団を率いることができる才能に目をつけたこともあり、よりチームの中心となれる後方のポジションで起用されるようになる。
高校進学では将来的に海外挑戦することを目標に、特別視されない環境で特に英語を学びたいという理由で、クラブが提携する私立高校ではなく愛知県豊田市にある愛知県立豊田高等学校に進学（22回生）。高校進学を機にトップチームの若手選手が暮らす寮に入った。クラブでは将来的にセンターバックとして育てることを見据えて、トップチームの練習に参加する時には秋田豊と組んでセンターバックで起用して学ばせ、U-18では監督の朴才絃が現代的なディフェンダーに必要な足元の技術を身につけさせるために吉田をアンカーで起用した。2006年の全日本ユースで準優勝した時には、吉田がキャプテンも務めるとともに攻守にわたって支える、チームの要といえる存在であった。また、U-18在籍時にはU-18日本代表にも選ばれた。
2007年に長谷川徹、福島新太、新川織部とともにトップチームに昇格した。なお、プロ入り後に早稲田大学人間科学部eスクール（通信教育課程）を卒業し（2007年4月入学、2019年3月卒業）、卒業時に小野梓記念賞（スポーツ賞・個人部門）を受賞している。

## クラブ経歴

### 名古屋グランパス
2007年シーズン開幕前に主力選手が退団するなどの要員で層が薄くなった事情もあり、フェルフォーセン監督に潜在能力を買われてセンターバックで起用される。第9節大分トリニータ戦で初出場を果たし、19試合に出場。
2008年シーズン、就任したストイコビッチ監督の信頼を受けて序盤はバヤリツァとともにセンターバックのレギュラーとしてチームを支えた。7月14日には北京五輪代表に選出。グランパスではシドニー五輪にオーバーエイジ枠で出場した楢﨑正剛を除けば初のU-23日本代表への選出であった。出場は敗退決定後のグループリーグ第3戦オランダ戦だけであったが、マッチアップしたFWロイ・マカーイと互角に渡り合った。五輪招集により一時的にレギュラーから外れたものの、22試合に出場。第22節鹿島アントラーズ戦では初得点も挙げた。シーズン終盤には、決定力不足を補うために高さを生かしてFWとして起用されることもあった。
2009年シーズンは引退した大森征之から背番号4を受け継ぐ。25試合に出場し、名古屋DFの軸として活躍した。シーズン終了後の12月28日にオファーを受けたオランダのVVVフェンローへ完全移籍した。

### VVVフェンロー
VVVフェンローに移籍して間もない1月10日のマーストリヒトとの練習試合で左足首を骨折し、2009-10シーズンは出場がなかった。
新シーズンより背番号を28番から3番に変更。2010年10月30日の対フローニンゲン戦の後半途中から出場し、これがオランダでのデビュー戦となった。試合は3-5で敗れたが、初アシストを記録した。しかし、シーズンを通してレギュラーに定着しきれず20試合の出場に終わった。
2011年9月11日に行われたリーグ第5節PSVアイントホーフェン戦ではジャンピングボレーで一時勝ち越しとなるゴールを決めた。このゴールはオランダ放送協会（NOS）で放映されているサッカー情報番組「NOS Studio Sport（オランダ語）」において視聴者投票による「シーズンベストゴール」第1位となった。2012年3月3日、リーグ第24節NACブレダ戦ではチームメイトのカレン・ロバートとのアベックゴールにより2-1で勝利を収めた。この年は初めてシーズン通してレギュラーとしてプレー。50年ぶりの4連勝も記録し、チーム2位の5得点を挙げて残留に貢献した。

### サウサンプトン

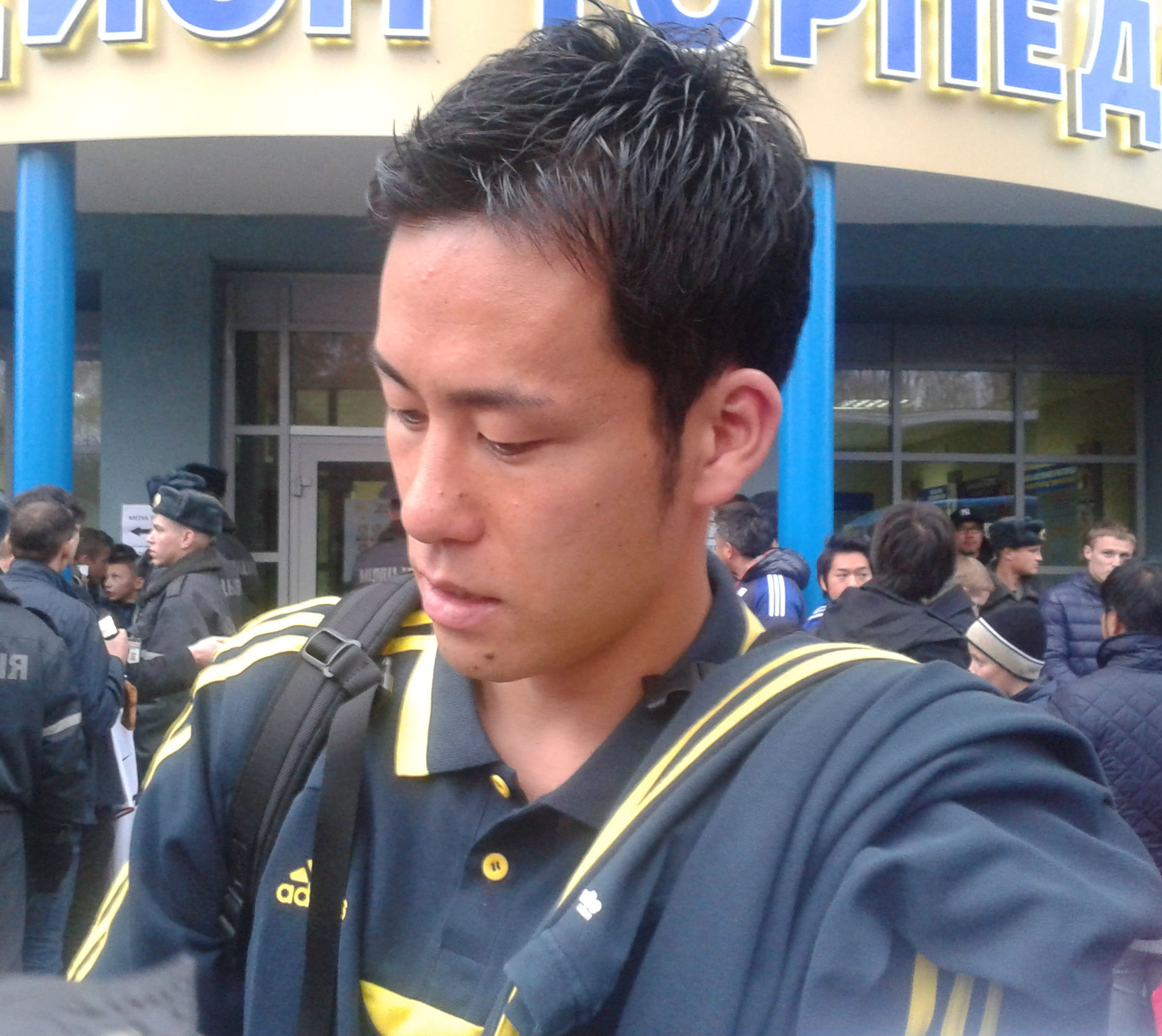
2013年

2012年8月30日、イングランド・プレミアリーグのサウサンプトンへ完全移籍。9月15日のアーセナル戦で途中出場し、プレミアリーグ初出場を果たした。
その後もシーズン通してレギュラーの座を確保した。2013年1月30日、プレミアリーグ第24節マンチェスター・ユナイテッド戦では相手の香川真司と共に先発出場し、プレミアリーグ史上初の日本人対決を実現させた。
2014年2月22日、プレミアリーグ第27節のウェストハム戦にフル出場してリーグ戦で初ゴールをきめた。しかし、2013-14シーズンはこのシーズンから移籍してきたデヤン・ロヴレンに出番を奪われる形で、開幕からリーグ戦の出場機会には恵まれず、同年3月には練習中に左ひざ靭帯を損傷し戦線離脱となり、シーズン中に復帰はできなかった。
2015年1月2日にサウサンプトンと2018年シーズン終了までの契約延長に合意。2014-15シーズンはトビー・アルデルヴェイレルトにセンターバックのポジションを奪われる形で、本職ではないサイドバックでの起用も増えた。ロナルド・クーマン監督からは「違うポジションでもできる選手がいるのは幸運なこと」と称賛された。
2015-16シーズンは、2015年9月にフィルジル・ファン・ダイクが新加入した影響でセンターバックとして出場する機会が減った。サイドバックとして出場する機会もあったが、右サイドバックとして出場したプレミアリーグ第6節マンチェスター・ユナイテッド戦と第14節マンチェスター・シティ戦で失点に直結する致命的なミスを犯してしまい、出場機会はさらに減っていった。9戦ぶりに先発出場した第25節ウェストハム戦では決勝点を挙げ、無失点にも貢献するも、その後も出場機会には恵まれなかった。
2016-17シーズンは、年が明けた1月1日のWBA戦からスタメンに定着。7日のFAカップ3回戦ノリッジ・シティ戦では父親になってから初得点をあげた。11日EFLカップ準決勝のリヴァプール戦では無失点に抑えて地元紙で高評価を得た。また、18日に行われたFAカップでのノリッジ・シティとの再戦ではキャプテンとしてフル出場。21日、チームキャプテンであり吉田とCBの定位置を争っていたジョゼ・フォンテが移籍してからはレギュラーとして定着する事となり、22日、岡崎慎司との日本人対決となったプレミアリーグ第22節レスター・シティ戦では、ファン・ダイクの負傷交代後にアームバンドを巻いた。
2月26日、EFLカップ決勝戦ではマンチェスター・ユナイテッドと対戦し、先発出場で接戦の末2-3で敗れたものの、大会ベストイレブンに選ばれた。4月5日、第31節のクリスタル・パレスFC戦では逆転弾となる今季初のリーグ戦初得点を決め、試合後にはクロード・ピュエル監督から「マヤはサウサンプトンの将来でもある」と絶賛された。4月29日、第35節のハル・シティAFC戦では日本人選手として初のプレミアリーグ100試合出場を達成した。
シーズン終了後、DFラインを共に組んだジャック・スティーヴンスから「マヤは僕にとって素晴らしい存在だった」と称賛され、地元紙『デイリー・エコー』の主催するサウサンプトン年間最優秀選手投票では2位となり、「吉田は今季セインツで成長を遂げた。ジョゼ・フォンテの移籍とファン・ダイクの長期離脱の後、センターバックの頼みの綱となった」と評価された。
2017-18シーズン、プレミアリーグ第2節ウェストハム戦にて試合終了間際にPKを獲得し、これが決勝点となってチームを勝利へ導いた。自身の誕生日でもある8月24日に2020年まで契約延長したことを発表した。開幕戦からレギュラーとして活躍し、開幕月となった8月のクラブ月間MVPを獲得した。9月30日、第7節のストーク・シティ戦で今季初得点をきめた。これらの活躍が評価され、イギリスの月刊サッカー雑誌、フォーフォーツーが選ぶ開幕10試合時点のプレミアリーグのトップ10選手一覧に8位で名を連ねた。12月13日のレスター・シティ戦ではシーズン2得点目を決めた。なお、対戦相手の岡崎慎司も2得点しており、この試合はプレミアリーグの歴史で初めて複数のアジア人選手が得点した試合となった。年明け後は左膝の負傷により戦列を離れる機会が多くなり、チームの調子も低迷。終盤には戦列に復帰し、チームのプレミアリーグ残留に貢献した。
2018-19シーズン、2018年8月28日に行われたカラバオ・カップ2回戦のブライトン戦でシーズン公式戦初出場。2018年10月7日、プレミアリーグ第8節のチェルシーFC戦で今シーズンリーグ戦初先発を果たすが、不用意な判断ミスでアルバロ・モラタにゴールを許してしまい、チームも0-3で敗れた。
2019-20シーズンは、2019年10月25日に行われたプレミアリーグ第10節レスター・シティ戦においてフル出場し、0-9の大敗を喫す。プレミアリーグで9点差がついた試合は24年ぶりの事であり、CBを務めていた吉田にも「三角コーンのようにプレーしていた」などと批判が浴びせられた。
この試合以降出場機会が激減し、リーグ戦は途中出場1試合、先発出場はカップ戦の1試合のみにとどまった。

### サンプドリア
冬の移籍期間最終日である2020年1月31日にセリエA・UCサンプドリアへ半年間のレンタル移籍で加入。3月8日、ホームのセリエA第26節エラス・ヴェローナ戦でセリエAデビューを果たした。6月30日にレンタル元のサウサンプトンとの契約満了を発表し、サンプドリアとは、シーズン終了までの短期契約を結んだ。7月12日、セリエA第32節ウディネーゼ戦でセリエAでの自身初アシストを記録した。
2021年1月18日に、サンプドリアとの契約を2022年6月30日まで延長することに合意。1月24日、セリエA第19節のパルマ戦でセリエA初ゴールを決め、チームも勝利した。
2021-22シーズン、9月26日に行われた第6節のユヴェントスFC戦では頭でゴールを決めて、インテル戦に続いて奮闘を見せた。

### シャルケ
2022年7月5日、シャルケ04と1年契約を締結したことが発表され、シーズンを通して公式戦31試合に出場。しかし2023年6月7日、クラブは吉田の退団を発表した。クラブの1部残留が決まれば契約を更新する予定だったが、残念ながら2部降格となったために1シーズンでの退団となった。

### LAギャラクシー
2023年8月4日、MLSのロサンゼルス・ギャラクシーに1年半契約で加入することが発表された。背番号は4番。9月16日、ロサンゼルスFC戦で移籍後初得点を決めた。
2024年からチームのキャプテンを務め、同年のMLSカップ決勝ではキャプテンとしてニューヨーク・レッドブルズを破って優勝に貢献した。これがクラブチームでの自身初タイトルとなった。

## 代表経歴

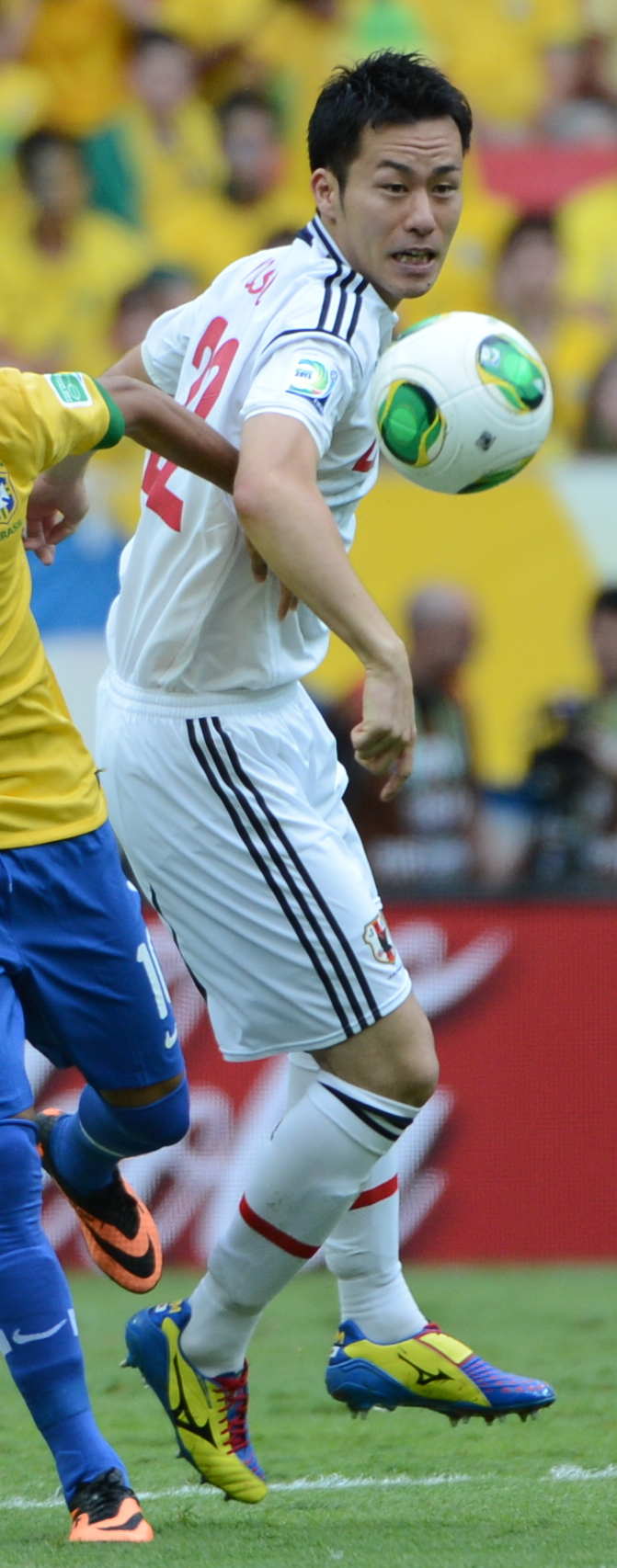
FIFAコンフェデレーションズカップ2013、ブラジル戦

2008年北京オリンピックU-23日本代表として出場。2009年12月21日、若手中心のメンバーで臨む方針だったアジアカップ最終予選に向けたフル代表に初招集された。2010年1月6日、イエメンとの試合でフル代表デビュー。しかしW杯南アフリカ大会の日本代表メンバーには選出されなかった。2010年12月24日、AFCアジアカップ2011に臨む日本代表メンバーに選出。2011年1月9日、グループリーグ第1節・ヨルダン戦の後半アディショナルタイムに代表初得点を記録。2011年9月2日に行われた3次予選第1戦北朝鮮戦（埼玉）の後半アディショナルタイムに決勝点を決め、チームの勝利に貢献した。2012年7月2日、ロンドンオリンピックに出場するU-23日本代表にオーバーエイジ枠として選出され、本大会では守備の要・主将としてチームを牽引。準々決勝のエジプト戦ではセットプレーからゴールを決める活躍を見せたが、準決勝のメキシコ戦と3位決定戦の韓国戦に敗れチームは4位に終わりメダル獲得にはあと一歩届かなかった。2014年5月12日、W杯ブラジル大会の日本代表メンバーに選出された。本大会では全試合スタメンで起用され、試合終盤にはパワープレイ要員として前線に上がったが、いずれも結果には結びつかずチームもグループリーグで敗退した。

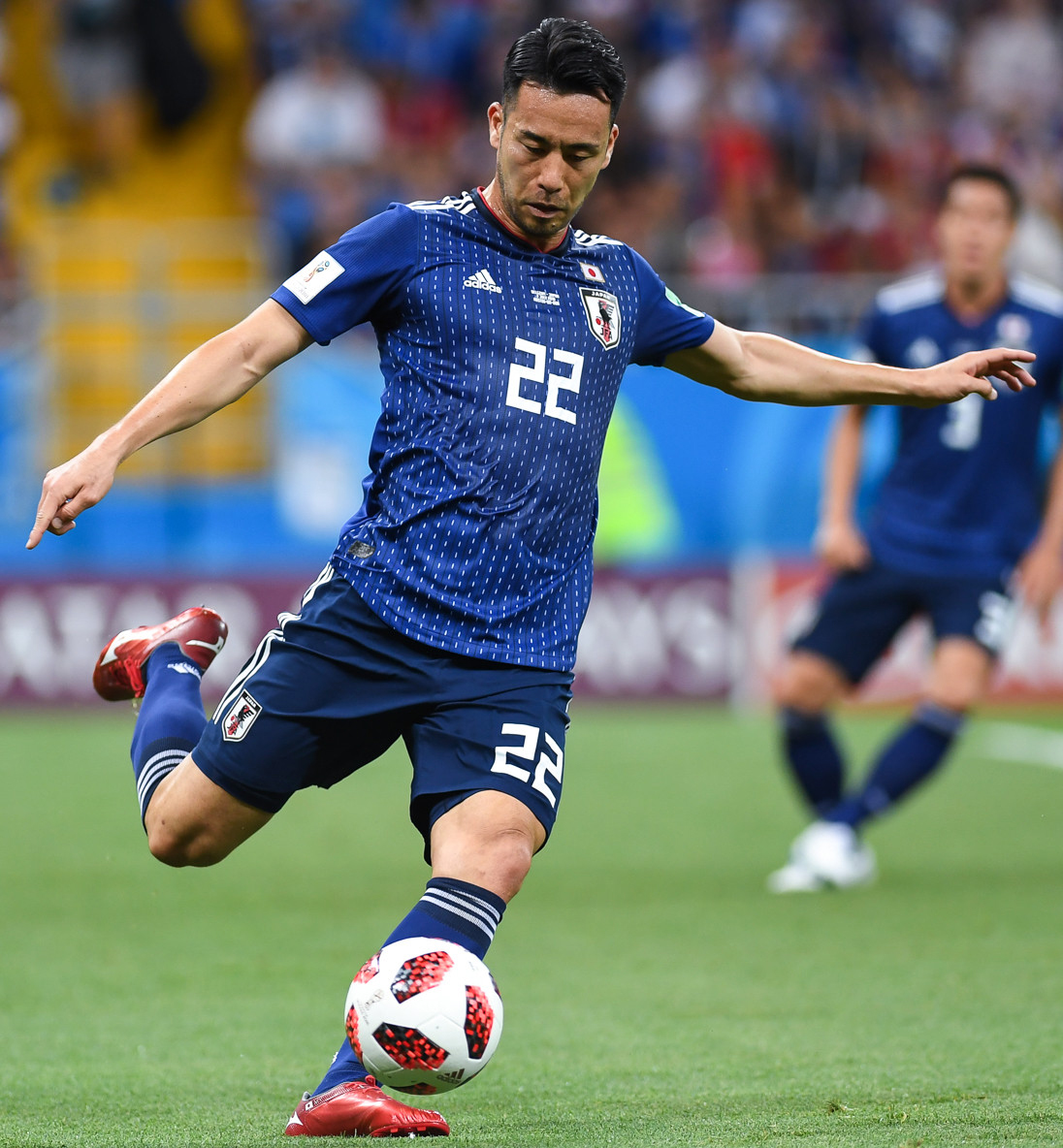
2018 FIFAワールドカップ、ベルギー戦

2017年3月23日、2018 FIFAワールドカップ・アジア3次予選のアラブ首長国連邦戦では怪我で離脱した長谷部誠に変わってキャプテンマークを巻いた。その後も長谷部不在時にはキャプテンを務めるなど存在感を示し、日本代表で唯一W杯予選の全試合に900分間フル出場する事で、2018 FIFAワールドカップ出場へ貢献した。フルタイム出場はフィールドプレーヤーでは2010 FIFAワールドカップ・アジア予選の田中マルクス闘莉王以来の記録である。
2018年6月、ワールドカップロシア大会メンバーに選出され、2大会連続出場を果たす。グループリーグでは3試合にフル出場し、ディフェンスリーダーとしてGL突破に貢献。決勝トーナメント1回戦ベルギー戦でもフル出場を果たすも、チームは後半アディショナルタイムに失点し、2-3で敗れた。試合には敗れたがイギリス『Sky Sports』で、ベルギー戦のマン・オブ・ザ・マッチに選出された。ロシアW杯後は代表を引退した長谷部に代わり代表のキャプテンを務めている。
2019年1月、AFCアジアカップ2019でキャプテンとして優勝を目指すが、決勝戦のカタールに敗れて準優勝となった。決勝戦では、1点ビハインドの83分にペナルティエリア内での相手のヘディングが吉田の手に当たったとして、VAR判定によりPKとなった。この失点によりカタールの優勝をほぼ決定付ける事となったが、吉田のハンドは意図的ではないと見る事もでき、海外メディアの『FOXスポーツ・アジア』は、不運だったと同情の声を寄せている。
2019年11月14日、2022 FIFAワールドカップ・アジア2次予選のキルギス戦で日本代表では8人目となる国際Aマッチ100試合出場を達成。
2021年、東京オリンピックU-24日本代表にオーバーエイジとして選出。オリンピック日本代表として3度目の選出となった。グループリーグは3連勝、そして準々決勝のニュージーランド戦ではPK戦で最後のキッカーとしてPKを成功させたが、準決勝のスペイン戦と3位決定戦のメキシコ戦に敗れてまたしても4位で大会終了。日本にとって53年ぶりとなるメダル獲得の夢は叶わなかった。ロンドンオリンピックに続きキャプテンとして6試合に出場。オリンピック通算13試合は、史上最多記録タイである。吉田以外の選手は、まだアマチュア大会だった頃のハンガリーの4選手であり（1960年から1970年代に記録）、プロ参加が認められ、年齢制限導入以降は最多出場となる。
2022 FIFAワールドカップ・アジア3次予選では、初戦のオマーン戦で敗れるなど低調なスタートとなったが、チームをキャプテンとして牽引し、最終的に日本は7大会連続のワールドカップ出場を手にした。
2022年11月1日に発表されたワールドカップカタール大会の日本代表メンバーに選出され、引き続きキャプテンを務めた。同月23日のドイツ戦にスタメン出場し、ワールドカップ3大会連続出場を果たした。グループステージ3戦に全て出場し、日本のグループ首位通過に貢献。決勝トーナメント1回戦クロアチア戦では前田大然の先制点をアシストしたが、PK戦での自身のPK失敗もありチームはベスト16で敗退した。

## エピソード
- 2023年8月4日放送の『吉田麻也のチャレンジ＆カバー』内で、リスナーのメッセージからWikipediaの自身の記事について話題として取り上げた。その放送の中で吉田自身は「ある程度は正しいが、すべて正しいわけではない」とし、その時点まで長らく記述のあった愛称の「まーちゃん」「よっしー」、高校時代の「校内では成績優秀、スポーツ万能で有名だった」については明確に否定した[6]。
- 元日本代表FW本田圭佑は、憧れの存在である。
- 子供時代は、いじられキャラだった[13]。
- 本格的にサッカーをするきっかけを作り、名古屋でも生活面でサポートを続けた7歳年上の兄には頭が上がらないという[7]。
- 中学校入学以後、体のケアのためにとファストフードや炭酸飲料などを避けている[7]。
- 幼少時代に交通事故に遭い、10メートルほど車に跳ね飛ばされたことがあるが、かすり傷程度で事なきを得た[66]。
- 実家は長崎県で離島から通えない高校生を対象とした下宿を経営している[5]。
- 日本テレビ『月刊サッカーアース』内にレギュラーコーナー「吉田麻也の欧州か!?」を持っていた。これは番組MC・タカアンドトシのギャグ「欧米か!」に由来。ロンドン五輪準々決勝のエジプト戦ではゴール後パフォーマンスとしてタカのギャグ「俺だ!俺だ!俺だ!」を披露している[67]。なお、2012年10月期の番組再編に伴いサッカーアースのMCが手越祐也（当時：NEWS）に交代したため、レギュラーコーナー名は「吉田麻也の欧!NEWS」に変わっている。
- フィギュアスケート選手の小塚崇彦、競泳選手の立石諒と親交がある。
- 元プロ野球選手でダイエー、日本ハム、阪神、楽天でプレーをしていた下柳剛は親戚（いとこの妻の弟）[68]。
- ガールズ競輪の高木佑真は親戚。
- 2012年9月26日、自身のブログでグランパス時代から交際のあった一般女性との結婚を報告した[69]。2016年12月16日、11月末に第一子となる女児が誕生した事を発表した[70]。
- デイリー・ミラーが集計した2016-17シーズンのプレミアリーグ最速ランキングでアーセナルFCに所属していたセオ・ウォルコットに並んで8位に入った。この結果について、同紙の読者の85%が「ショックだ」と回答し、デイリー・ミラーも「マヤ本人も信じないだろう」と記した[71]。
- 2020年4月、イギリスメディアの選ぶ21世紀の日本代表ベスト11に選ばれた[72]。
- 2020年5月、新型コロナウイルス感染拡大を受けて日本赤十字社とユニバーサルミュージックによって、医療現場の最前線に立つ全国の医療従事者を応援するためのプロジェクト「#最前線にエールを何度でも」が主催され、プロジェクト開始時にはアーティストとアスリート計9組（AI、黒田卓也、鈴華ゆう子、ナオト・インティライミ、Ms.OOJA、宮市亮、MIYAVI、山本彩、吉田麻也）による「何度でも」の歌唱動画が公開された[73][74]。
- 2022年ワールドカップカタール大会の日本ースペイン戦では、両チームのキャプテンを務めた吉田とスペインのMFセルヒオ・ブスケツが瓜二つだと、国内外のサッカーファンの間で話題になった。2人は生年や身長も同じである[75]。

## 所属クラブ
ユース経歴
- 2001年 - 2003年 名古屋グランパスエイトU-15（みよし市立北中学校）
- 2004年 - 2006年 名古屋グランパスエイトU-18（愛知県立豊田高等学校）

プロ経歴
- 2007年 - 2009年 名古屋グランパスエイト/名古屋グランパス
- 2010年 - 2012年 VVVフェンロー
- 2012年 - 2020年 サウサンプトンFC
  - 2020年 - 同年7月 UCサンプドリア（期限付き移籍）
- 2020年8月 - 2022年6月 UCサンプドリア
- 2022年7月 - 2023年 シャルケ04
- 2023年8月 - ロサンゼルス・ギャラクシー

## 個人成績
| 国内大会個人成績 | 国内大会個人成績 | 国内大会個人成績 | 国内大会個人成績 | 国内大会個人成績 | 国内大会個人成績 | 国内大会個人成績 | 国内大会個人成績 | 国内大会個人成績 | 国内大会個人成績 | 国内大会個人成績 | 国内大会個人成績 |
| 年度             | クラブ           | 背番号           | リーグ           | リーグ戦         | リーグ戦         | リーグ杯         | リーグ杯         | オープン杯       | オープン杯       | 期間通算         | 期間通算         |
| 年度             | クラブ           | 背番号           | リーグ           | 出場             | 得点             | 出場             | 得点             | 出場             | 得点             | 出場             | 得点             |
| 日本             | 日本             | 日本             | 日本             | リーグ戦         | リーグ戦         | リーグ杯         | リーグ杯         | 天皇杯           | 天皇杯           | 期間通算         | 期間通算         |
| ---------------- | ---------------- | ---------------- | ---------------- | ---------------- | ---------------- | ---------------- | ---------------- | ---------------- | ---------------- | ---------------- | ---------------- |
| 2007             | 名古屋           | 34               | J1               | 19               | 0                | 3                | 0                | 2                | 1                | 24               | 1                |
| 2008             | 名古屋           | 34               | J1               | 22               | 1                | 4                | 0                | 3                | 1                | 29               | 2                |
| 2009             | 名古屋           | 4                | J1               | 30               | 4                | 1                | 1                | 6                | 1                | 37               | 6                |
| オランダ         | オランダ         | オランダ         | オランダ         | リーグ戦         | リーグ戦         | リーグ杯         | リーグ杯         | KNVBカップ       | KNVBカップ       | 期間通算         | 期間通算         |
| 2009-10          | VVV              | 28               | エールディヴィジ | 0                | 0                | -                | -                | -                | -                | 0                | 0                |
| 2010-11          | VVV              | 3                | エールディヴィジ | 20               | 0                | -                | -                | 0                | 0                | 20               | 0                |
| 2011-12          | VVV              | 3                | エールディヴィジ | 32               | 5                | -                | -                | 1                | 0                | 33               | 5                |
| 2012-13          | VVV              | 3                | エールディヴィジ | 2                | 0                | -                | -                | 0                | 0                | 2                | 0                |
| イングランド     | イングランド     | イングランド     | イングランド     | リーグ戦         | リーグ戦         | FLカップ         | FLカップ         | FAカップ         | FAカップ         | 期間通算         | 期間通算         |
| 2012-13          | サウサンプトン   | 3                | プレミア         | 32               | 0                | 1                | 0                | 1                | 0                | 34               | 0                |
| 2013-14          | サウサンプトン   | 3                | プレミア         | 8                | 1                | 3                | 1                | 2                | 0                | 13               | 2                |
| 2014-15          | サウサンプトン   | 3                | プレミア         | 22               | 1                | 1                | 0                | 0                | 0                | 23               | 1                |
| 2015-16          | サウサンプトン   | 3                | プレミア         | 20               | 1                | 2                | 1                | 1                | 0                | 23               | 2                |
| 2016-17          | サウサンプトン   | 3                | プレミア         | 23               | 1                | 6                | 0                | 2                | 1                | 31               | 2                |
| 2017-18          | サウサンプトン   | 3                | プレミア         | 24               | 2                | 1                | 0                | 2                | 0                | 27               | 2                |
| 2018-19          | サウサンプトン   | 3                | プレミア         | 17               | 0                | 3                | 0                | 0                | 0                | 20               | 0                |
| 2019-20          | サウサンプトン   | 3                | プレミア         | 8                | 0                | 2                | 0                | 1                | 0                | 11               | 0                |
| イタリア         | イタリア         | イタリア         | イタリア         | リーグ戦         | リーグ戦         | イタリア杯       | イタリア杯       | オープン杯       | オープン杯       | 期間通算         | 期間通算         |
| 2019-20          | サンプドリア     | 34               | セリエA          | 14               | 0                | -                | -                | -                | -                | 14               | 0                |
| 2020-21          | サンプドリア     | 22               | セリエA          | 32               | 1                | 2                | 0                | -                | -                | 34               | 1                |
| 2021-22          | サンプドリア     | 22               | セリエA          | 26               | 2                | 0                | 0                | -                | -                | 26               | 2                |
| ドイツ           | ドイツ           | ドイツ           | ドイツ           | リーグ戦         | リーグ戦         | リーグ杯         | リーグ杯         | DFBポカール      | DFBポカール      | 期間通算         | 期間通算         |
| 2022-23          | シャルケ         | 4                | ブンデス1部      | 29               | 0                | -                | -                | 2                | 0                | 31               | 0                |
| アメリカ         | アメリカ         | アメリカ         | アメリカ         | リーグ戦         | リーグ戦         | リーグ杯         | リーグ杯         | USオープン杯     | USオープン杯     | 期間通算         | 期間通算         |
| 2023             | LAギャラクシー   | 4                | MLS              | 12               | 1                | -                | -                | -                | -                | 12               | 1                |
| 2024             | LAギャラクシー   | 4                | MLS              | 39               | 2                | -                | -                | 2                | 0                | 41               | 2                |
| 通算             | 日本             | 日本             | J1               | 71               | 5                | 8                | 1                | 11               | 3                | 90               | 9                |
| 通算             | オランダ         | オランダ         | エールディヴィジ | 54               | 5                | -                | -                | 1                | 0                | 55               | 5                |
| 通算             | イングランド     | イングランド     | プレミア         | 154              | 6                | 15               | 2                | 13               | 1                | 182              | 9                |
| 通算             | イタリア         | イタリア         | セリエA          | 72               | 3                | 2                | 0                | -                | -                | 74               | 3                |
| 通算             | ドイツ           | ドイツ           | ブンデス1部      | 29               | 0                | -                | -                | 2                | 0                | 31               | 0                |
| 通算             | アメリカ         | アメリカ         | MLS              | 51               | 3                | -                | -                | 2                | 0                | 53               | 3                |
| 総通算           | 総通算           | 総通算           | 総通算           | 431              | 22               | 25               | 3                | 29               | 4                | 492              | 30               |

その他の公式戦
- 2011年
  - エールディヴィジ 残留・昇格プレーオフ 4試合0得点
- 2012年
  - エールディヴィジ 残留・昇格プレーオフ 4試合0得点
- 2015年
  - UEFAヨーロッパリーグ 2015-16 予選 4試合0得点

| 国際大会個人成績 | 国際大会個人成績 | 国際大会個人成績 | 国際大会個人成績 | 国際大会個人成績 |
| 年度             | クラブ           | 背番号           | 出場             | 得点             |
| AFC              | AFC              | AFC              | ACL              | ACL              |
| ---------------- | ---------------- | ---------------- | ---------------- | ---------------- |
| 2009             | 名古屋           | 4                | 11               | 2                |
| 通算             | AFC              | AFC              | 11               | 2                |
| UEFA EL          | UEFA EL          | UEFA EL          | UEFA EL          | UEFA EL          |
| 2016-17          | サウサンプトン   | 3                | 6                | 0                |
| 通算             | UEFA             | UEFA             | 6                | 0                |

## タイトル

### 個人
- AFCアジアカップベストイレブン : 2019

### チーム
LAギャラクシー　
- ウェスタン・カンファレンス : 2024
- MLSカップ : 2024

## 代表歴

### 出場大会
- U-18日本代表
- U-20日本代表候補
- U-23日本代表
  - 2008年 - 北京オリンピック（グループリーグ敗退）
  - 2012年 - ロンドンオリンピック・オーバーエイジ枠（4位）
- U-24日本代表
  - 2021年 - 東京オリンピック·オーバーエイジ枠（4位）
- 日本代表
  - 2011年 - AFCアジアカップ2011（優勝）
  - 2011年 - 2014 FIFAワールドカップ・アジア予選
  - 2013年 - FIFAコンフェデレーションズカップ2013（グループリーグ敗退）
  - 2014年 - 2014 FIFAワールドカップ（グループリーグ敗退）
  - 2015年 - AFCアジアカップ2015（ベスト8）
  - 2015年 - 2018 FIFAワールドカップ・アジア予選
  - 2016年 - キリンカップサッカー2016（準優勝）
  - 2018年 - 2018 FIFAワールドカップ（ベスト16）
  - 2019年 - AFCアジアカップ2019（準優勝）
  - 2019年 - 2022 FIFAワールドカップ・アジア予選
  - 2022年 - 2022 FIFAワールドカップ (ベスト16)

### 試合数
- 国際Aマッチ 126試合 12得点（2010年 - 2022年）[2]

| 日本代表 | 国際Aマッチ | 国際Aマッチ |
| 年       | 出場        | 得点        |
| -------- | ----------- | ----------- |
| 2010     | 1           | 0           |
| 2011     | 12          | 2           |
| 2012     | 9           | 0           |
| 2013     | 15          | 0           |
| 2014     | 11          | 1           |
| 2015     | 13          | 3           |
| 2016     | 10          | 3           |
| 2017     | 9           | 1           |
| 2018     | 9           | 0           |
| 2019     | 11          | 1           |
| 2020     | 4           | 0           |
| 2021     | 9           | 0           |
| 2022     | 13          | 1           |
| 通算     | 126         | 12          |

### 出場
| No.  | 開催日         | 開催都市           | スタジアム                                         | 対戦国                   | 結果         | 監督                       | 大会                                                            |
| ---- | -------------- | ------------------ | -------------------------------------------------- | ------------------------ | ------------ | -------------------------- | --------------------------------------------------------------- |
| 1.   | 2010年1月5日   | サヌア             | アリー・ムフセン・スタジアム                       | イエメン                 | ○3-2         | 岡田武史                   | AFCアジアカップ2011予選                                         |
| 2.   | 2011年1月9日   | ドーハ             | カタールSCスタジアム                               | ヨルダン                 | △1-1         | アルベルト・ザッケローニ   | AFCアジアカップ2011                                             |
| 3.   | 2011年1月13日  | ドーハ             | カタールSCスタジアム                               | シリア                   | ○2-1         | アルベルト・ザッケローニ   | AFCアジアカップ2011                                             |
| 4.   | 2011年1月17日  | ライヤーン         | アフメド・ビン＝アリー・スタジアム                 | サウジアラビア           | ○5-0         | アルベルト・ザッケローニ   | AFCアジアカップ2011                                             |
| 5.   | 2011年1月21日  | ドーハ             | サーニー・ビン・ジャーシム・スタジアム             | カタール                 | ○3-2         | アルベルト・ザッケローニ   | AFCアジアカップ2011                                             |
| 6.   | 2011年1月29日  | ドーハ             | ハリーファ国際スタジアム                           | オーストラリア           | ○1-0         | アルベルト・ザッケローニ   | AFCアジアカップ2011                                             |
| 7.   | 2011年6月7日   | 横浜               | 日産スタジアム                                     | チェコ                   | △0-0         | アルベルト・ザッケローニ   | キリンカップサッカー2011                                        |
| 8.   | 2011年8月10日  | 札幌               | 札幌ドーム                                         | 韓国                     | ○3-0         | アルベルト・ザッケローニ   | キリンチャレンジカップ2011                                      |
| 9.   | 2011年9月2日   | さいたま           | 埼玉スタジアム2002                                 | 朝鮮民主主義人民共和国   | ○1-0         | アルベルト・ザッケローニ   | 2014 FIFAワールドカップ・アジア3次予選                          |
| 10.  | 2011年9月6日   | タシュケント       | パフタコール・マルカジイ・スタジアム               | ウズベキスタン           | △1-1         | アルベルト・ザッケローニ   | 2014 FIFAワールドカップ・アジア3次予選                          |
| 11.  | 2011年10月7日  | 神戸               | ホームズスタジアム神戸                             | ベトナム                 | ○1-0         | アルベルト・ザッケローニ   | キリンチャレンジカップ2011                                      |
| 12.  | 2011年10月11日 | 大阪               | 大阪長居スタジアム                                 | タジキスタン             | ○8-0         | アルベルト・ザッケローニ   | 2014 FIFAワールドカップ・アジア3次予選                          |
| 13.  | 2011年11月11日 | ドゥシャンベ       | ドゥシャンベ・セントラル・スタジアム               | タジキスタン             | ○4-0         | アルベルト・ザッケローニ   | 2014 FIFAワールドカップ・アジア3次予選                          |
| 14.  | 2012年2月29日  | 豊田               | 豊田スタジアム                                     | ウズベキスタン           | ●0-1         | アルベルト・ザッケローニ   | 2014 FIFAワールドカップ・アジア3次予選                          |
| 15.  | 2012年6月3日   | さいたま           | 埼玉スタジアム2002                                 | オマーン                 | ○3-0         | アルベルト・ザッケローニ   | 2014 FIFAワールドカップ・アジア4次予選                          |
| 16.  | 2012年6月8日   | さいたま           | 埼玉スタジアム2002                                 | ヨルダン                 | ○6-0         | アルベルト・ザッケローニ   | 2014 FIFAワールドカップ・アジア4次予選                          |
| 17.  | 2012年8月15日  | 札幌               | 札幌ドーム                                         | ベネズエラ               | △1-1         | アルベルト・ザッケローニ   | キリンチャレンジカップ2012                                      |
| 18.  | 2012年9月6日   | 新潟               | 東北電力ビッグスワンスタジアム                     | アラブ首長国連邦         | ○1-0         | アルベルト・ザッケローニ   | キリンチャレンジカップ2012                                      |
| 19.  | 2012年9月11日  | さいたま           | 埼玉スタジアム2002                                 | イラク                   | ○1-0         | アルベルト・ザッケローニ   | 2014 FIFAワールドカップ・アジア4次予選                          |
| 20.  | 2012年10月12日 | サン＝ドニ         | スタッド・ド・フランス                             | フランス                 | ○1-0         | アルベルト・ザッケローニ   | 国際親善試合                                                    |
| 21.  | 2012年10月16日 | ヴロツワフ         | スタディオン・ヴロツワフ                           | ブラジル                 | ●0-4         | アルベルト・ザッケローニ   | 国際親善試合                                                    |
| 22.  | 2012年11月14日 | マスカット         | スルタン・カーブース・スポーツコンプレックス       | オマーン                 | ○2-1         | アルベルト・ザッケローニ   | 2014 FIFAワールドカップ・アジア4次予選                          |
| 23.  | 2013年2月6日   | 神戸               | ホームズスタジアム神戸                             | ラトビア                 | ○3-0         | アルベルト・ザッケローニ   | キリンチャレンジカップ2013                                      |
| 24.  | 2013年3月22日  | アル・アイン       | シェイク・ハリーファ国際スタジアム                 | カナダ                   | ○2-1         | アルベルト・ザッケローニ   | 国際親善試合                                                    |
| 25.  | 2013年3月26日  | アンマン           | キング・アブドゥッラー・スタジアム                 | ヨルダン                 | ●1-2         | アルベルト・ザッケローニ   | 2014 FIFAワールドカップ・アジア4次予選                          |
| 26.  | 2013年5月30日  | 豊田               | 豊田スタジアム                                     | ブルガリア               | ●0-2         | アルベルト・ザッケローニ   | キリンチャレンジカップ2013                                      |
| 27.  | 2013年6月4日   | さいたま           | 埼玉スタジアム2002                                 | オーストラリア           | △1-1         | アルベルト・ザッケローニ   | 2014 FIFAワールドカップ・アジア4次予選                          |
| 28.  | 2013年6月15日  | ブラジリア         | エスタジオ・ナシオナル・デ・ブラジリア             | ブラジル                 | ●0-3         | アルベルト・ザッケローニ   | FIFAコンフェデレーションズカップ2013                            |
| 29.  | 2013年6月19日  | レシフェ           | アレナ・ペルナンブーコ                             | イタリア                 | ●3-4         | アルベルト・ザッケローニ   | FIFAコンフェデレーションズカップ2013                            |
| 30.  | 2013年6月22日  | ベロオリゾンテ     | エスタジオ・ゴベルナドール・マガリャンイス・ピント | メキシコ                 | ●1-2         | アルベルト・ザッケローニ   | FIFAコンフェデレーションズカップ2013                            |
| 31.  | 2013年8月14日  | 利府               | 宮城スタジアム                                     | ウルグアイ               | ●2-4         | アルベルト・ザッケローニ   | キリンチャレンジカップ2013                                      |
| 32.  | 2013年9月6日   | 大阪               | 大阪長居スタジアム                                 | グアテマラ               | ○3-0         | アルベルト・ザッケローニ   | キリンチャレンジカップ2013                                      |
| 33.  | 2013年9月10日  | 横浜               | 日産スタジアム                                     | ガーナ                   | ○3-1         | アルベルト・ザッケローニ   | キリンチャレンジカップ2013                                      |
| 34.  | 2013年10月11日 | ノビサド           | スタディオン・カラジョルジェ                       | セルビア                 | ●0-2         | アルベルト・ザッケローニ   | 国際親善試合                                                    |
| 35.  | 2013年10月15日 | ジョジナ           | トルペド・スタジアム                               | ベラルーシ               | ●0-1         | アルベルト・ザッケローニ   | 国際親善試合                                                    |
| 36.  | 2013年11月16日 | ヘンク             | クリスタル・アレナ                                 | オランダ                 | △2-2         | アルベルト・ザッケローニ   | 国際親善試合                                                    |
| 37   | 2013年11月19日 | ブリュッセル       | ボードゥアン国王競技場                             | ベルギー                 | ○3-2         | アルベルト・ザッケローニ   | 国際親善試合                                                    |
| 38.  | 2014年3月5日   | 東京               | 国立競技場                                         | ニュージーランド         | ○4-2         | アルベルト・ザッケローニ   | キリンチャレンジカップ2014                                      |
| 39.  | 2014年5月27日  | さいたま           | 埼玉スタジアム2002                                 | キプロス                 | ○1-0         | アルベルト・ザッケローニ   | キリンチャレンジカップ2014                                      |
| 40.  | 2014年6月2日   | タンパ             | レイモンド・ジェームス・スタジアム                 | コスタリカ               | ○3-1         | アルベルト・ザッケローニ   | 国際親善試合                                                    |
| 41.  | 2014年6月6日   | タンパ             | レイモンド・ジェームス・スタジアム                 | ザンビア                 | ○4-3         | アルベルト・ザッケローニ   | 国際親善試合                                                    |
| 42.  | 2014年6月14日  | レシフェ           | アレナ・ペルナンブーコ                             | コートジボワール         | ●1-2         | アルベルト・ザッケローニ   | 2014 FIFAワールドカップ                                         |
| 43.  | 2014年6月19日  | ナタル             | エスタディオ・ダス・デュナス                       | ギリシャ                 | △0-0         | アルベルト・ザッケローニ   | 2014 FIFAワールドカップ                                         |
| 44.  | 2014年6月24日  | クイアバ           | アレーナ・パンタナール                             | コロンビア               | ●1-4         | アルベルト・ザッケローニ   | 2014 FIFAワールドカップ                                         |
| 45.  | 2014年9月5日   | 札幌               | 札幌ドーム                                         | ウルグアイ               | ●0-2         | ハビエル・アギーレ         | キリンチャレンジカップ2014                                      |
| 46.  | 2014年9月9日   | 横浜               | 日産スタジアム                                     | ベネズエラ               | ○3-0         | ハビエル・アギーレ         | キリンチャレンジカップ2014                                      |
| 47.  | 2014年11月14日 | 豊田               | 豊田スタジアム                                     | ホンジュラス             | ○6-0         | ハビエル・アギーレ         | キリンチャレンジカップ2014                                      |
| 48.  | 2014年11月18日 | 大阪               | ヤンマースタジアム長居                             | オーストラリア           | ○2-1         | ハビエル・アギーレ         | キリンチャレンジカップ2014                                      |
| 49.  | 2015年1月12日  | ニューカッスル     | ニューカッスル・スタジアム                         | パレスチナ               | ○4-0         | ハビエル・アギーレ         | AFCアジアカップ2015                                             |
| 50.  | 2015年1月16日  | ブリスベン         | ブリスベン・スタジアム                             | イラク                   | ○1-0         | ハビエル・アギーレ         | AFCアジアカップ2015                                             |
| 51.  | 2015年1月20日  | メルボルン         | メルボルン・レクタンギュラー・スタジアム           | ヨルダン                 | ○2-0         | ハビエル・アギーレ         | AFCアジアカップ2015                                             |
| 52.  | 2015年1月23日  | シドニー           | スタジアム・オーストラリア                         | アラブ首長国連邦         | ●1-1 (PK4-5) | ハビエル・アギーレ         | AFCアジアカップ2015                                             |
| 53.  | 2015年3月27日  | 大分               | 大分スポーツ公園総合競技場                         | チュニジア               | ○2-0         | ヴァイッド・ハリルホジッチ | キリンチャレンジカップ2015                                      |
| 54.  | 2015年6月11日  | 横浜               | 日産スタジアム                                     | イラク                   | ○4-0         | ヴァイッド・ハリルホジッチ | キリンチャレンジカップ2015                                      |
| 55.  | 2015年6月16日  | さいたま           | 埼玉スタジアム2002                                 | シンガポール             | △0-0         | ヴァイッド・ハリルホジッチ | 2018 FIFAワールドカップ・アジア2次予選兼AFCアジアカップUAE予選  |
| 56.  | 2015年9月3日   | さいたま           | 埼玉スタジアム2002                                 | カンボジア               | ○3-0         | ヴァイッド・ハリルホジッチ | 2018 FIFAワールドカップ・アジア2次予選兼AFCアジアカップUAE予選  |
| 57.  | 2015年9月8日   | テヘラン           | アザディ・スタジアム                               | アフガニスタン           | ○6-0         | ヴァイッド・ハリルホジッチ | 2018 FIFAワールドカップ・アジア2次予選兼AFCアジアカップUAE予選  |
| 58.  | 2015年10月8日  | マスカット         | シーブ・スタジアム                                 | シリア                   | ○3-0         | ヴァイッド・ハリルホジッチ | 2018 FIFAワールドカップ・アジア2次予選兼AFCアジアカップUAE予選  |
| 59.  | 2015年10月13日 | テヘラン           | アザディ・スタジアム                               | イラン                   | △1-1         | ヴァイッド・ハリルホジッチ | 国際親善試合                                                    |
| 60.  | 2015年11月12日 | カラン             | シンガポール国立競技場                             | シンガポール             | ○3-0         | ヴァイッド・ハリルホジッチ | 2018 FIFAワールドカップ・アジア2次予選兼AFCアジアカップUAE予選  |
| 61.  | 2015年11月17日 | プノンペン         | プノンペンナショナルスタジアム                     | カンボジア               | ○2-0         | ヴァイッド・ハリルホジッチ | 2018 FIFAワールドカップ・アジア2次予選兼AFCアジアカップUAE予選  |
| 62.  | 2016年3月24日  | さいたま           | 埼玉スタジアム2002                                 | アフガニスタン           | ○5-0         | ヴァイッド・ハリルホジッチ | 2018 FIFAワールドカップ・アジア2次予選兼AFCアジアカップUAE予選  |
| 63.  | 2016年3月29日  | さいたま           | 埼玉スタジアム2002                                 | シリア                   | ○5-0         | ヴァイッド・ハリルホジッチ | 2018 FIFAワールドカップ・アジア2次予選兼AFCアジアカップUAE予選  |
| 64.  | 2016年6月3日   | 豊田               | 豊田スタジアム                                     | ブルガリア               | ○7-2         | ヴァイッド・ハリルホジッチ | キリンカップサッカー2016                                        |
| 65.  | 2016年6月7日   | 吹田               | パナソニックスタジアム吹田                         | ボスニア・ヘルツェゴビナ | ●1-2         | ヴァイッド・ハリルホジッチ | キリンカップサッカー2016                                        |
| 66.  | 2016年9月1日   | さいたま           | 埼玉スタジアム2002                                 | アラブ首長国連邦         | ●1-2         | ヴァイッド・ハリルホジッチ | 2018 FIFAワールドカップ・アジア3次予選                          |
| 67.  | 2016年9月6日   | バンコク           | ラジャマンガラ・スタジアム                         | タイ                     | ○2-0         | ヴァイッド・ハリルホジッチ | 2018 FIFAワールドカップ・アジア3次予選                          |
| 68.  | 2016年10月6日  | さいたま           | 埼玉スタジアム2002                                 | イラク                   | ○2-1         | ヴァイッド・ハリルホジッチ | 2018 FIFAワールドカップ・アジア3次予選                          |
| 69.  | 2016年10月11日 | メルボルン         | ドックランズ・スタジアム                           | オーストラリア           | △1-1         | ヴァイッド・ハリルホジッチ | 2018 FIFAワールドカップ・アジア3次予選                          |
| 70.  | 2016年11月11日 | 鹿嶋               | 茨城県立カシマサッカースタジアム                   | オマーン                 | ○4-0         | ヴァイッド・ハリルホジッチ | キリンチャレンジカップ2016                                      |
| 71.  | 2016年11月15日 | さいたま           | 埼玉スタジアム2002                                 | サウジアラビア           | ○2-1         | ヴァイッド・ハリルホジッチ | 2018 FIFAワールドカップ・アジア3次予選                          |
| 72.  | 2017年3月23日  | アル・アイン       | ハッザーア・ビンザイード・スタジアム               | アラブ首長国連邦         | ○2-0         | ヴァイッド・ハリルホジッチ | 2018 FIFAワールドカップ・アジア3次予選                          |
| 73.  | 2017年3月28日  | さいたま           | 埼玉スタジアム2002                                 | タイ                     | ○4-0         | ヴァイッド・ハリルホジッチ | 2018 FIFAワールドカップ・アジア3次予選                          |
| 74.  | 2017年6月7日   | 東京               | 味の素スタジアム                                   | シリア                   | △1-1         | ヴァイッド・ハリルホジッチ | キリンチャレンジカップ2017                                      |
| 75.  | 2017年6月13日  | テヘラン           | PASスタジアム                                      | イラク                   | △1-1         | ヴァイッド・ハリルホジッチ | 2018 FIFAワールドカップ・アジア3次予選                          |
| 76.  | 2017年8月31日  | さいたま           | 埼玉スタジアム2002                                 | オーストラリア           | ○2-0         | ヴァイッド・ハリルホジッチ | 2018 FIFAワールドカップ・アジア3次予選                          |
| 77.  | 2017年9月5日   | ジッダ             | キング・アブドゥッラー・スポーツシティ             | サウジアラビア           | ●0-1         | ヴァイッド・ハリルホジッチ | 2018 FIFAワールドカップ・アジア3次予選                          |
| 78.  | 2017年10月6日  | 豊田               | 豊田スタジアム                                     | ニュージーランド         | ○2-1         | ヴァイッド・ハリルホジッチ | キリンチャレンジカップ2017                                      |
| 79.  | 2017年11月10日 | リール             | スタッド・ピエールモーロワ                         | ブラジル                 | ●1-3         | ヴァイッド・ハリルホジッチ | 国際親善試合                                                    |
| 80.  | 2017年11月14日 | ブルッヘ           | ヤン・ブレイデルスタディオン                       | ベルギー                 | ●0-1         | ヴァイッド・ハリルホジッチ | 国際親善試合                                                    |
| 81.  | 2018年5月30日  | 横浜               | 日産スタジアム                                     | ガーナ                   | ●0-2         | 西野朗                     | キリンチャレンジカップ2018                                      |
| 82.  | 2018年6月8日   | ルガーノ           | スタディオ・コルナレド                             | スイス                   | ●0-2         | 西野朗                     | 国際親善試合                                                    |
| 83.  | 2018年6月19日  | サランスク         | モルドヴィア・アリーナ                             | コロンビア               | ○2-1         | 西野朗                     | 2018 FIFAワールドカップ                                         |
| 84.  | 2018年6月24日  | エカテリンブルク   | エカテリンブルク・アリーナ                         | セネガル                 | △2-2         | 西野朗                     | 2018 FIFAワールドカップ                                         |
| 85.  | 2018年6月28日  | ヴォルゴグラード   | ヴォルゴグラード・アリーナ                         | ポーランド               | ●0-1         | 西野朗                     | 2018 FIFAワールドカップ                                         |
| 86.  | 2018年7月2日   | ロストフ・ナ・ドヌ | ロストフ・アリーナ                                 | ベルギー                 | ●2-3         | 西野朗                     | 2018 FIFAワールドカップ                                         |
| 87.  | 2018年10月16日 | さいたま           | 埼玉スタジアム2002                                 | ウルグアイ               | ○4-3         | 森保一                     | キリンチャレンジカップ2018                                      |
| 88.  | 2018年11月16日 | 大分               | 大分スポーツ公園総合競技場                         | ベネズエラ               | △1-1         | 森保一                     | キリンチャレンジカップ2018                                      |
| 89.  | 2018年11月20日 | 豊田               | 豊田スタジアム                                     | キルギス                 | ○4-0         | 森保一                     | キリンチャレンジカップ2018                                      |
| 90.  | 2019年1月9日   | ドバイ             | アール・ナヒヤーン・スタジアム                     | トルクメニスタン         | ○3-2         | 森保一                     | AFCアジアカップ2019                                             |
| 91.  | 2019年1月13日  | アブダビ           | シェイク・ザイード・スタジアム                     | オマーン                 | ○1-0         | 森保一                     | AFCアジアカップ2019                                             |
| 92.  | 2019年1月21日  | シャールジャ       | シャールジャ・スタジアム                           | サウジアラビア           | ○1-0         | 森保一                     | AFCアジアカップ2019                                             |
| 93.  | 2019年1月24日  | ドバイ             | アール・マクトゥーム・スタジアム                   | ベトナム                 | ○1-0         | 森保一                     | AFCアジアカップ2019                                             |
| 94.  | 2019年1月28日  | アル・アイン       | ハッザーア・ビンザイード・スタジアム               | イラン                   | ○3-0         | 森保一                     | AFCアジアカップ2019                                             |
| 95.  | 2019年2月1日   | アブダビ           | シェイク・ザイード・スタジアム                     | カタール                 | ●1-3         | 森保一                     | AFCアジアカップ2019                                             |
| 96.  | 2019年9月5日   | 鹿嶋               | 茨城県立カシマサッカースタジアム                   | パラグアイ               | ○2-0         | 森保一                     | キリンチャレンジカップ2019                                      |
| 97.  | 2019年9月10日  | ヤンゴン           | トゥウンナ・スタジアム                             | ミャンマー               | ○2-0         | 森保一                     | 2022 FIFAワールドカップ・アジア2次予選兼AFCアジアカップ2023予選 |
| 98.  | 2019年10月10日 | さいたま           | 埼玉スタジアム2002                                 | モンゴル                 | ○6-0         | 森保一                     | 2022 FIFAワールドカップ・アジア2次予選兼AFCアジアカップ2023予選 |
| 99.  | 2019年10月15日 | ドゥシャンベ       | ドゥシャンベ・セントラル・スタジアム               | タジキスタン             | ○3-0         | 森保一                     | 2022 FIFAワールドカップ・アジア2次予選兼AFCアジアカップ2023予選 |
| 100. | 2019年11月14日 | ビシュケク         | ドレン・オムルザコフ・スタジアム                   | キルギス                 | ○2-0         | 森保一                     | 2022 FIFAワールドカップ・アジア2次予選兼AFCアジアカップ2023予選 |
| 101. | 2020年10月9日  | ユトレヒト         | スタディオン・ハルヘンワールト                     | カメルーン               | △0-0         | 森保一                     | 国際親善試合                                                    |
| 102. | 2020年10月13日 | ユトレヒト         | スタディオン・ハルヘンワールト                     | コートジボワール         | ○1-0         | 森保一                     | 国際親善試合                                                    |
| 103. | 2020年11月13日 | グラーツ           | メルクール・アレーナ                               | パナマ                   | ○1-0         | 森保一                     | 国際親善試合                                                    |
| 104. | 2020年11月17日 | グラーツ           | メルクール・アレーナ                               | メキシコ                 | ●0-2         | 森保一                     | 国際親善試合                                                    |
| 105. | 2021年3月25日  | 横浜               | 日産スタジアム                                     | 韓国                     | ○3-0         | 森保一                     | 国際親善試合                                                    |
| 106. | 2021年3月30日  | 千葉               | フクダ電子アリーナ                                 | モンゴル                 | ○14-0        | 森保一                     | 2022 FIFAワールドカップ・アジア2次予選兼AFCアジアカップ2023予選 |
| 107. | 2021年5月28日  | 千葉               | フクダ電子アリーナ                                 | ミャンマー               | ○10-0        | 森保一                     | 2022 FIFAワールドカップ・アジア2次予選兼AFCアジアカップ2023予選 |
| 108. | 2021年9月2日   | 吹田               | パナソニックスタジアム吹田                         | オマーン                 | ●0-1         | 森保一                     | 2022 FIFAワールドカップ・アジア3次予選                          |
| 109. | 2021年9月7日   | ドーハ             | ハリーファ国際スタジアム                           | 中国                     | ○1-0         | 森保一                     | 2022 FIFAワールドカップ・アジア3次予選                          |
| 110. | 2021年10月7日  | ジッダ             | キング・アブドゥッラー・スポーツシティ             | サウジアラビア           | ●0-1         | 森保一                     | 2022 FIFAワールドカップ・アジア3次予選                          |
| 111. | 2021年10月12日 | さいたま           | 埼玉スタジアム2002                                 | オーストラリア           | ○2-1         | 森保一                     | 2022 FIFAワールドカップ・アジア3次予選                          |
| 112. | 2021年11月11日 | ハノイ             | ミーディン国立競技場                               | ベトナム                 | ○1-0         | 森保一                     | 2022 FIFAワールドカップ・アジア3次予選                          |
| 113. | 2021年11月16日 | マスカット         | スルタン・カーブース・スポーツコンプレックス       | オマーン                 | ○1-0         | 森保一                     | 2022 FIFAワールドカップ・アジア3次予選                          |
| 114. | 2022年3月24日  | シドニー           | スタジアム・オーストラリア                         | オーストラリア           | ○2-0         | 森保一                     | 2022 FIFAワールドカップ・アジア3次予選                          |
| 115. | 2022年3月29日  | さいたま           | 埼玉スタジアム2002                                 | ベトナム                 | △1-1         | 森保一                     | 2022 FIFAワールドカップ・アジア3次予選                          |
| 116. | 2022年6月2日   | 札幌               | 札幌ドーム                                         | パラグアイ               | ○4-1         | 森保一                     | 国際親善試合                                                    |
| 117. | 2022年6月6日   | 東京               | 国立競技場                                         | ブラジル                 | ●0-1         | 森保一                     | キリンチャレンジカップ2022                                      |
| 118. | 2022年6月10日  | 神戸               | ノエビアスタジアム神戸                             | ガーナ                   | ○4-1         | 森保一                     | キリンカップサッカー2022                                        |
| 119. | 2022年6月14日  | 吹田               | パナソニックスタジアム吹田                         | チュニジア               | ●0-3         | 森保一                     | キリンカップサッカー2022                                        |
| 120. | 2022年9月23日  | デュッセルドルフ   | デュッセルドルフ・アレーナ                         | アメリカ合衆国           | ○2-0         | 森保一                     | キリンチャレンジカップ2022                                      |
| 121. | 2022年9月27日  | デュッセルドルフ   | デュッセルドルフ・アレーナ                         | エクアドル               | △0-0         | 森保一                     | キリンチャレンジカップ2022                                      |
| 122. | 2022年11月17日 | アル・アイン       | アール・マクトゥーム・スタジアム                   | カナダ                   | ●1-2         | 森保一                     | 国際親善試合                                                    |
| 123. | 2022年11月23日 | ドーハ             | ハリーファ国際スタジアム                           | ドイツ                   | ○2-1         | 森保一                     | 2022 FIFAワールドカップ                                         |
| 124. | 2022年11月27日 | ライヤーン         | アフメド・ビン＝アリー・スタジアム                 | コスタリカ               | ●0-1         | 森保一                     | 2022 FIFAワールドカップ                                         |
| 125. | 2022年12月1日  | ドーハ             | ハリーファ国際スタジアム                           | スペイン                 | ○2-1         | 森保一                     | 2022 FIFAワールドカップ                                         |
| 126. | 2022年12月5日  | アル＝ワクラ       | アル・ジャヌーブ・スタジアム                       | クロアチア               | △1-1 (PK1-3) | 森保一                     | 2022 FIFAワールドカップ                                         |

### ゴール
| #   | 開催年月日     | 開催地         | 対戦国                 | 勝敗 | 試合概要                               |
| --- | -------------- | -------------- | ---------------------- | ---- | -------------------------------------- |
| 1.  | 2011年1月9日   | ドーハ         | ヨルダン               | △1-1 | AFCアジアカップ2011                    |
| 2.  | 2011年9月2日   | さいたま       | 朝鮮民主主義人民共和国 | ○1-0 | 2014 FIFAワールドカップ・アジア3次予選 |
| 3.  | 2014年11月14日 | 豊田           | ホンジュラス           | ○6-0 | キリンチャレンジカップ2014             |
| 4.  | 2015年1月12日  | ニューカッスル | パレスチナ             | ○4-0 | AFCアジアカップ2015                    |
| 5.  | 2015年9月3日   | さいたま       | カンボジア             | ○3-0 | 2018 FIFAワールドカップ・アジア2次予選 |
| 6.  | 2015年11月12日 | カラン         | シンガポール           | ○3-0 | 2018 FIFAワールドカップ・アジア2次予選 |
| 7.  | 2016年3月24日  | さいたま       | アフガニスタン         | ○5-0 | 2018 FIFAワールドカップ・アジア2次予選 |
| 8.  | 2016年6月3日   | 豊田           | ブルガリア             | ○7-2 | キリンカップサッカー2016               |
| 9.  | 2016年6月3日   | 豊田           | ブルガリア             | ○7-2 | キリンカップサッカー2016               |
| 10. | 2017年3月28日  | さいたま       | タイ                   | ○4-0 | 2018 FIFAワールドカップ・アジア3次予選 |
| 11. | 2019年10月10日 | さいたま       | モンゴル               | ○6-0 | 2022 FIFAワールドカップ・アジア2次予選 |
| 12. | 2022年3月29日  | さいたま       | ベトナム               | △1-1 | 2022 FIFAワールドカップ・アジア3次予選 |

## 出演

### テレビ番組
- 情熱大陸「800回記念 ぼくらは、1988年生まれ」（2014年5月4日・11日、TBS）
- スポーツ×ヒューマン（NHK総合）
  - 「欧州で“生き残る” 長谷部誠×岡崎慎司×吉田麻也」 （2020年10月5日）
  - 「苦しいときこそ真価を見せろ 〜日本代表キャプテン・吉田麻也〜」（2022年7月25日）

### CM
- キリンビバレッジ「ボルヴィック」（2013年）
- ”O maior show da terra está a caminho” Budweiser Brasil　（2014年）
- ジャパネットたかた「ジャパネットウォーター 富士山の天然水」（2019年）
- Vera&John「Vera&John無料版」（2021年）
- 朝日インテック(2018年-)

　「挑戦」篇　(2020年) 「グローバルリモートワーク」篇　(2021年)

### MV
- Rin音「Blue Diary」（2022年）[76]

### ラジオ
- 吉田麻也のチャレンジ＆カバー（2022年4月1日 - 2023年12月29日、JFN38局ネット・AuDee配信）
- 吉田麻也の切り替えて行こう！（2024年1月6日 - 2025年1月25日、TOKYO FM）

## 関連作品

### 書籍
- 『サムライDays、欧州Days ～夢と、サッカーと、ブログと～』学研、2012年。ISBN 978-4-05-405245-1。

　今までに書き溜めたブログを文章に直した物や写真に新たに加筆をしたものである。
- 『増刊 マヤニスタ』ベースボール・マガジン社、2013年。ISBN 978-4-583-10589-5。
- 『旅するサッカー』ソル・メディア、2014年。ISBN 978-4-905349-20-4。